# Walter Libuda
Pour les articles homonymes, voir Libuda.
Walter Libuda (né le 24 juin 1950 à Zechau et mort le 6 juillet 2021 à Berlin) est un peintre et plasticien allemand.

## Biographie
Libuda est de 1968 à 1971 un peintre de théâtre au Theater & Philharmonie Thüringen. De 1973 à 1978, il étudie à la Hochschule für Grafik und Buchkunst Leipzig. Les deux années suivantes, il est auprès de Bernhard Heisig. Il revient à l'école de Leipzig en tant que professeur assistant de 1979 à 1985. Puis il va s'installer à Berlin.
Il devient membre du Neue Gruppe à Munich en 1991 ainsi que du Deutscher Künstlerbund en 1992 et de la Sächsische Akademie der Künste en 1998. En 1999, il reçoit le prix Fred Thieler de la Berlinische Galerie.
En plus de dessins et de peintures, Walter Libuda propose depuis les années 1980 des sculptures comme des boîtes, des céramiques et des bronzes.